# Robaczyn
Robaczyn (pol. hist. Mały i Duży Robaczyn) – wieś w Polsce położona w województwie wielkopolskim, w powiecie kościańskim, w gminie Śmigiel.

## Położenie
Przez wieś przebiega linia Śmigielskiej Kolei Dojazdowej ze Starego Bojanowa przez Śmigiel do Wielichowa (znajduje się tutaj przystanek osobowy Robaczyn) oraz żółty pieszy szlak turystyczny w lasy śmigielskie. Okolice wsi nadają się do uprawiania turystyki pieszej i rowerowej z uwagi na pofałdowany krajobraz, mieszane lasy i sieć dróg bitych.

## Historia
Miejscowość pierwotnie związana była z Wielkopolską. Ma metrykę średniowieczną i istnieje co najmniej od połowy XIV wieku. W latach 1448-1451 była notowana była jako dwie wsie „Robaczyno Wielkie” oraz „Robaczyno Małe”. Wymieniona w łacińskim dokumencie z 1393, w którym odnotowano odmiejscowe nazwisko „Robaczinszky”. Z 1394 pochodzi zapis nazwy wsi „Robaczino”, 1397 „Robaczyno”, 1422 „Hobaczino”, 1448 „Maius Robaczino”, 1448 „Minor Robaczyno”, 1500 „Minor Robaczino”, 1588 „Maius et Minus Robaczino”.
Tereny, na których leży wieś być może były zasiedlone wcześniej niż zachowane o niej archiwalne zapisy. Początkowo wieś należała do Opola przemęckiego z siedzibą w Przemęcie, które było reliktem opola przedpaństwowej wspólnoty rodowo-terytorialnej, które w późniejszym okresie stało się administracyjnym podokręgiem kasztelanii. W 1397 jako świadkowie wymienieni zostali „Polni z Robaczyna”. W 1401 odnotowano, że ludzie z Robaczyna nie stawili się na zebranie opolne odbywające się w okolicy Wilkowa należącego do kasztelana radzimskiego Jaroty. W 1417 miejscowość odnotowana została jako wieś należąca do opola przemęckiego. Archeolodzy odkryli we wsi grodzisko stożkowate o podstawie 20 na 23 metrów, otoczone z 3 stron fosą, które położone jest na północ od strumienia, w centrum wsi, oraz datowane na okres XIV/XV-XVI wiek.
Miejscowość pierwotnie znajdowała się w  Wielkopolsce i była własnością szlachecką, należącą do szlachty Ramszów wywodzącej się z Oppeln ( obecnie dzielnica Löbau) na Górnych Łużycach, którzy od nazwy wsi przyjęli odmiejscowe nazwisko Robaczyńskich, a także innych Robaczyńskich, Krzyżanowskich oraz Czackich z Czacza herbu Świnka. Na przełomie XIV i XV wieku wieś w części należała do Ramszów Robaczyńskich wywodzących się od Niklasza Ramsza Robaczyńskiego, którzy notowani są jako właściciele do XVII wieku. Czaccy natomiast po raz pierwsi wystąpili jako posiadacze Robaczyna Małego w 1487 kiedy to stali się właścicielami części wsi należącej wcześniej do Krzyżanowskich. W 1448 wieś znajdowała się w powiecie kościańskim Korony Królestwa Polskiego. W 1510 należała do parafii Śmigiel.
W latach 1393-1404 odnotowany został Andrzej I Robaczyński przy okazji sporów sądowych z Piotrem Seberlichem z Piotrowa. W 1393 sprawa dotyczyła „gwałtu”, (czyli aktu przemocy, a nie seksualnego gwałtu), dokonanego przez Piotra na ławniku sądowym. Andrzej Ramsz Robaczyński wymieniony został kilkukrotnie także w procesach majątkowych na przełomie XIV i XV wieku. W 1397 przegrał proces o 106 grzywien z Chełkowa i Robaczyna, lecz w następnych sprawach sądowych, które odbyły się w 1398 i 1400 odparł roszczenia Katarzyny i jej męża do tej sumy. W 1410 Machna Robaczyńska, wdowa po Andrzeju, została zobowiązana do zapłaty Stanisławowi plebanowi w Koszanowie zaległe meszne z jednego łana znajdującego się w Robaczynie.
W 1510 w miejscowość odnotowano dwa łany osiadłe oraz dwa opuszczone, dwóch dziedziców i folwarki. W 1530 miał miejsce pobór z dwóch łanów oraz młyna wodnego stojącego na rzece t.zw. „korzecznika”. W 1563 pobrano podatki od 2,5 łana oraz od jednego koła korzecznego. W 1566 płatnikiem podatków ze wsi był Wojciech Robaczyński syn Jakuba, który zapłacił pobór od posiadanej części wsi: 2,5 łana, trzech zagrodników, jednego koła w młynie korzecznym oraz od wiatraka dorocznego. W 1581 pobrano podatki od 2 łanów, połowy łana opuszczonego, 5 zagrodników, dwóch ratajów, najemnych robotników zajmujących się orką dwoma pługami, owczarza wypasającego 30 owiec, a także od dwóch młynów wodnych: walnika o jednym kole oraz korzecznika o jednym kole.

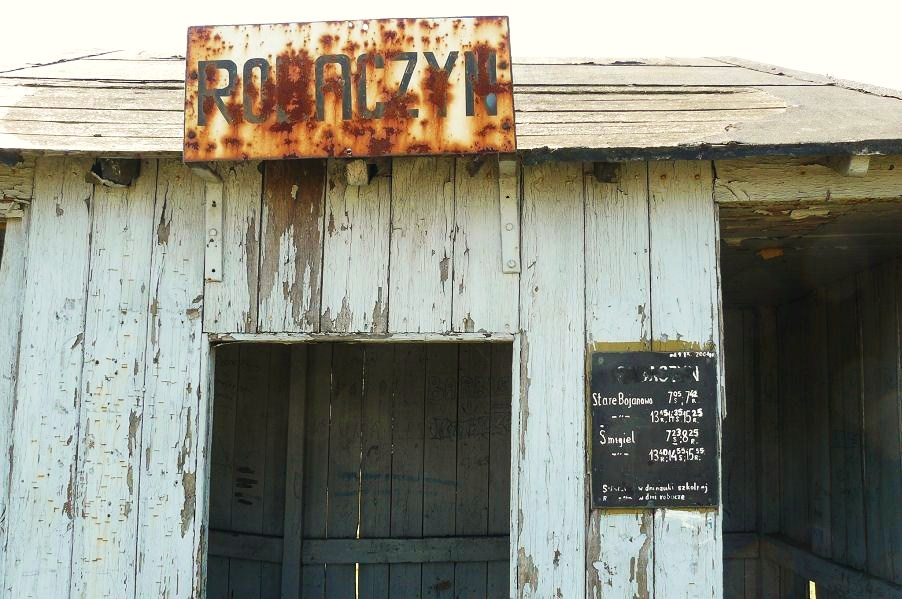
Budynek poczekalni na przystanku kolei wąskotorowej w Robaczynie (Śmigielska Kolej Dojazdowa)

Do czasu rozbiorów leżała w Rzeczypospolitej Obojga Narodów. Wskutek II rozbioru Polski w 1793, miejscowość przeszła pod władanie Prus i jak cała Wielkopolska znalazła się w zaborze pruskim. W okresie Wielkiego Księstwa Poznańskiego (1815-1848) miejscowość wzmiankowana jako Robaczyn należała do wsi większych w ówczesnym pruskim powiecie Kosten rejencji poznańskiej. Robaczyn należał do okręgu śmigielskiego tego powiatu i stanowił część majątku Bojanowo stare, który należał wówczas do księżnej z rodu Hohenzollern. Według spisu urzędowego z 1837 roku Robaczyn liczył 178 mieszkańców, którzy zamieszkiwali 26 dymów (domostw).
We wsi znajduje się zabytkowy cmentarz ewangelicki z 1789 założony przez Carla Aleksandra Bojanowskiego.
W latach 1975–1998 miejscowość administracyjnie należała do województwa leszczyńskiego.